# Parafia św. Józefa Rzemieślnika w Strzydzewie
Parafia Świętego Józefa Rzemieślnika w Strzydzewie – parafia rzymskokatolicka należąca do dekanatu czermińskiego diecezji kaliskiej. Parafia liczy 843 wiernych.
Do parafii należą następujące miejscowości: Parzew (częściowo), Pieruchy (częściowo), Pieruszyce (częściowo), Sierszew, Strzydzew, Sucha.

## Historia
Ostatni dziedzic wsi, pleszewski kupiec Berthold Beniamin sprzedał ją w 1896 roku pruskiej Komisji Kolonizacyjnej.
Pod koniec XIX wieku we wsi zaczęła osiedlać się ludność niemiecka wyznania katolickiego. Niemcy wznieśli dla siebie kościół wraz z probostwem. W 1911 wzniesiono jeszcze dwa kościoły filialne: w Wieczynie i Racendowie. W 1912 w Wieczynie utworzono osobną parafię. Po II wojnie światowej, w 1953 kościół w Racendowie stał się kościołem filialnym parafii sławoszewskiej. W 1958 roku miała miejsce konsekracja kościoła parafialnego w Strzydzewie. Dokonał jej kard. Stefan Wyszyński. Kościołem filialnym parafii strzydzewskiej ustanowiony został kościół w Sierszewie.
Od 25 marca 1992 parafia terytorialnie należy do diecezji kaliskiej.
Odpusty parafialne odbywają się 1 maja, we wspomnienie św. Józefa Rzemieślnika.

## Proboszczowie
- ks. Maciej Chlasta – od 2017[4]
- ks. Tomasz Niewiadomski (2003–2017)
- ks. Ryszard Ryniec (1999–2003)
- ks. H. Ruszkiewicz (1968–1999)
- ks. A. Siuda (1961–1968)
- ks. C. Kurzawski (1950–1961)